# Mark Howard (gennaio 1986)
Mark Howard (Salford, 29 gennaio 1986) è un allenatore di calcio ed ex calciatore inglese, di ruolo difensore.

## Carriera
Ha firmato per il Manchester United come junior player. Ha iniziato la sua carriera nel Barr-Hill Lads Club, di Salford, prima di trasferirsi al Manchester.
Fallito l'impatto nei Red Devils, nel 2006 è stato messo fra sette giocatori a cui è stato dato il libero trasferimento e il 28 luglio ha sottoscritto un contratto di tre anni con i danesi del  Brøndby IF, dopo aver partecipato ad un'amichevole contro il FC Nürnberg.

## Palmarès

### Club

#### Competizioni nazionali
- Coppa di Danimarca: 1

Brøndby: 2007-2008

#### Competizioni internazionali
- Royal League: 1

Brøndby: 2006-2007

#### Competizioni giovanili
- FA Youth Cup: 1

Manchester United: 2002-2003

### Individuale
- Giocatore dell'anno del Brøndby: 1

2007